# Comunió Mundial d'Esglésies Reformades
La Comunió Mundial d'Esglésies Reformades (WCRC, per les seves sigles en anglès) és una comunió internacional d'esglésies amb tradicions reformades, presbiterianes, congregacionalistes i altres derivades de la Reforma protestant. Va ser fundada l'any 2010 com a resultat de la fusió entre l'Aliança Reformada Mundial i el Consell Ecumènic Reformat.
Aplega més de 230 denominacions en més de 100 països, que representen aproximadament 80 milions de cristians arreu del món.